# Bonito Oriental (kommun)
Bonito Oriental är en kommun i Honduras.   Den ligger i departementet Departamento de Colón, i den nordöstra delen av landet, 240 km nordost om huvudstaden Tegucigalpa. Antalet invånare är 23 307. Arean är 468 kvadratkilometer.
Terrängen i Bonito Oriental är varierad.